# Tachycixius longiceps
Tachycixius longiceps är en insektsart som först beskrevs av Rauno E. Linnavuori 1956.  Tachycixius longiceps ingår i släktet Tachycixius och familjen kilstritar. Inga underarter finns listade i Catalogue of Life.